# Neoplan Megaliner巴士
Neoplan Megaliner巴士，是德國Neoplan車廠（Neoplan）生產的大型四軸雙層巴士，長度達15米，絕大部分在歐洲地區行走，而日本是唯一在歐洲以外有Megaliner營運的地區。
Megaliner還有一款公共巴士版，名叫做Megashuttle。

## 概述
Megaliner全長15米，高4米（日本規格為3.8米），淨重19噸，總重達32噸，是名副其實的大型雙層豪華巴士，每輛價格達8000萬日元。由於此車的尾軸設有輔助轉向功能，巴士所須的迴轉空間與當時的12米巴士沒有明顯分別。
Megaliner於1983年投產，2000年停產。
主要數據
- 全長：14,990mm
- 全高：3,790mm
- 全闊：2,490mm
- 重量：19,600kg
- 引擎排氣量：14,618cc
- 引擎最大功率：530PS

## 使用情況

### 日本

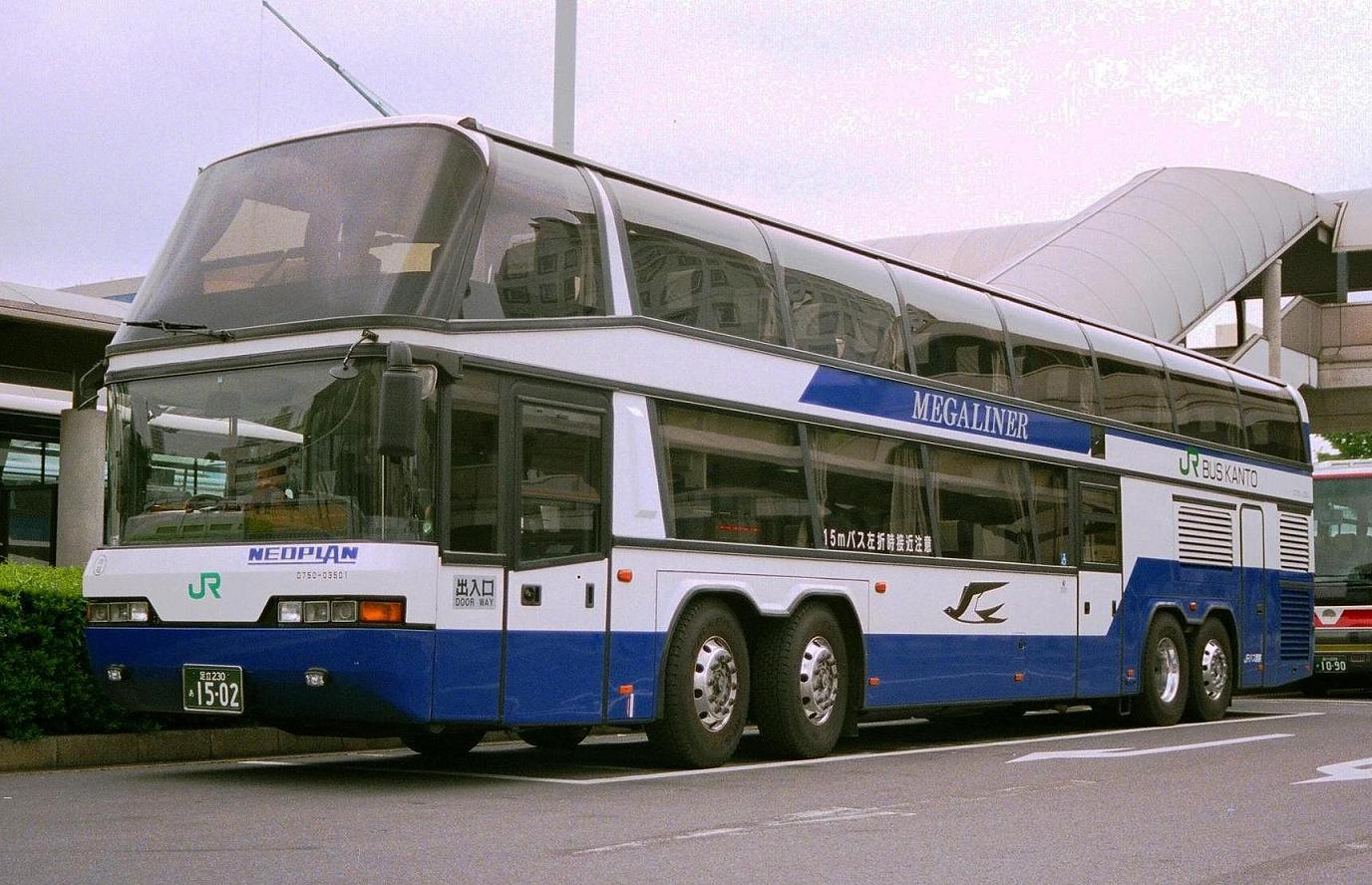
JR巴士關東（筑波号時代）D750-03501 撮影 筑波中心

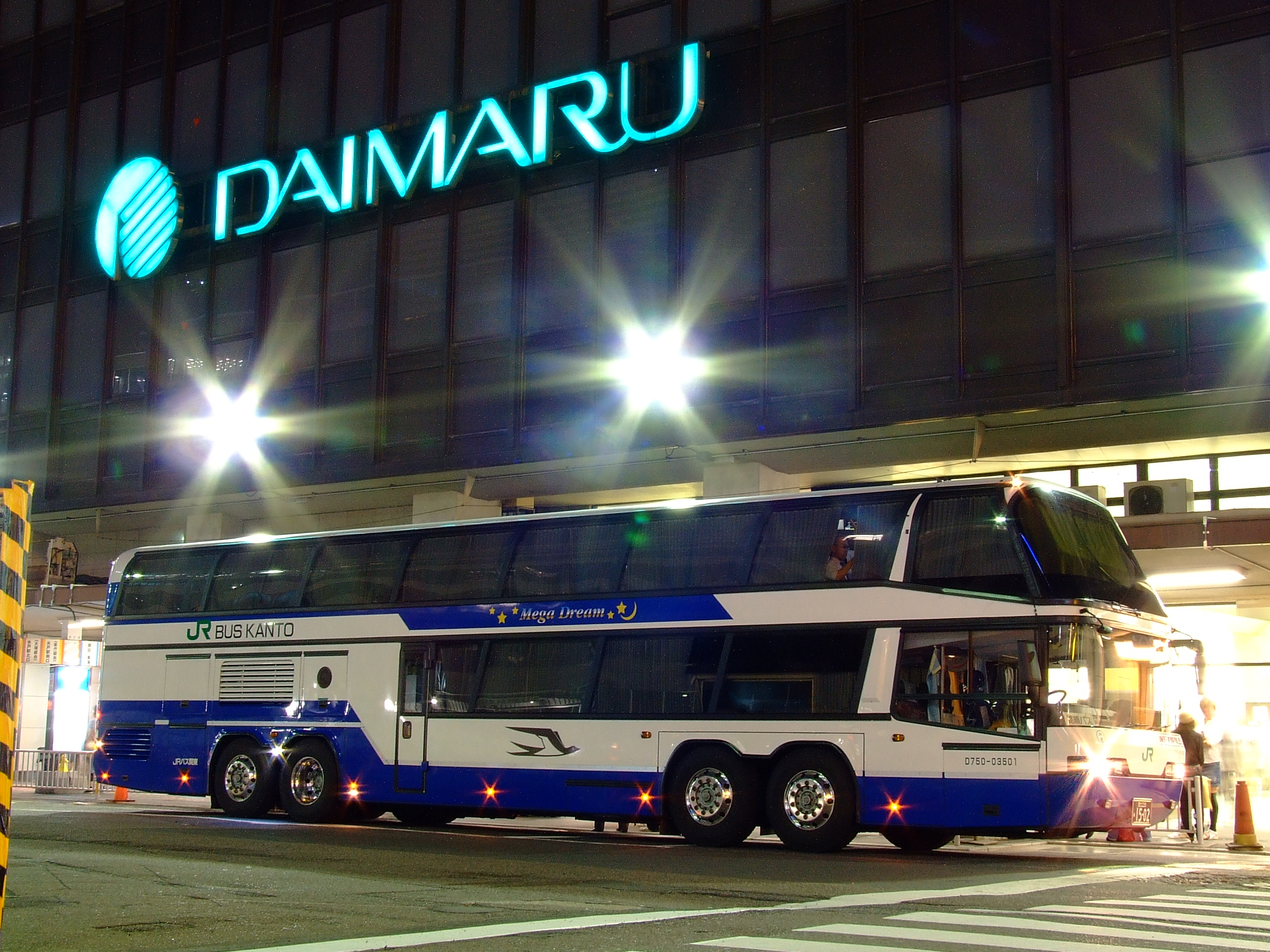
青春メガドリーム号転用後の同車 撮影 東京站八重洲南口

#### 從日間路線轉到夜間路線
2005年11月1日的時間表更改，關東鐵道有兩輛Megaliner巴士，由於首都圈新都市鐵道筑波快線的通車令「筑波號」乘客減少，所以回歸到JR巴士關東。

### 香港
香港的巴士公司沒有採購Neoplan Megaliner，但城巴曾於1997年下半年把一輛Megashuttle四軸雙層巴士運到香港進行試驗，測試香港使用15米長的四軸巴士可行性。因為九巴的車廠具有地理優勢，而當時城巴的車廠設施尚未完善，所以被九巴搶先高調地測試該輛四軸雙層巴士。這輛Megashuttle長度為15米，三道供乘客上落的車門，分別位於車頭、車身中部及車尾。經過香港市區實際路面測試後，兩間公司最終都因為香港法例的限制而沒有購買15米長的巴士，這輛Megashuttle於1999年年中被運回德國。雖然香港的巴士公司沒有購買此款15米長的雙層巴士，但同廠的Neoplan Centroliner不久獲得九巴及新巴的訂單引進香港。

## 火災事故
2008年5月28日23時55分左右，行走中的「青春メガドリーム2號」（大阪站櫻橋口22:40發往東京站）在名神高速道路大津服務區發生火災並全車燒毁。車上乘客和司機共61人均無受傷。。該車輛為西日本JR巴士所屬的Neoplan Megaliner巴士（車號為749-2994），整個車體在事故當中全部燒毀而被報廢解體。
同時，有關公司仍未決定用甚麼新車代替。再者，Neoplan Megaliner巴士亦已經停產。
由於該次火災事故的關係，因此在2008年7月1日開始的高速巴士時間表改正時，削減了「青春メガドリーム81號、82號」的運行。